# Ernst Bacmeister

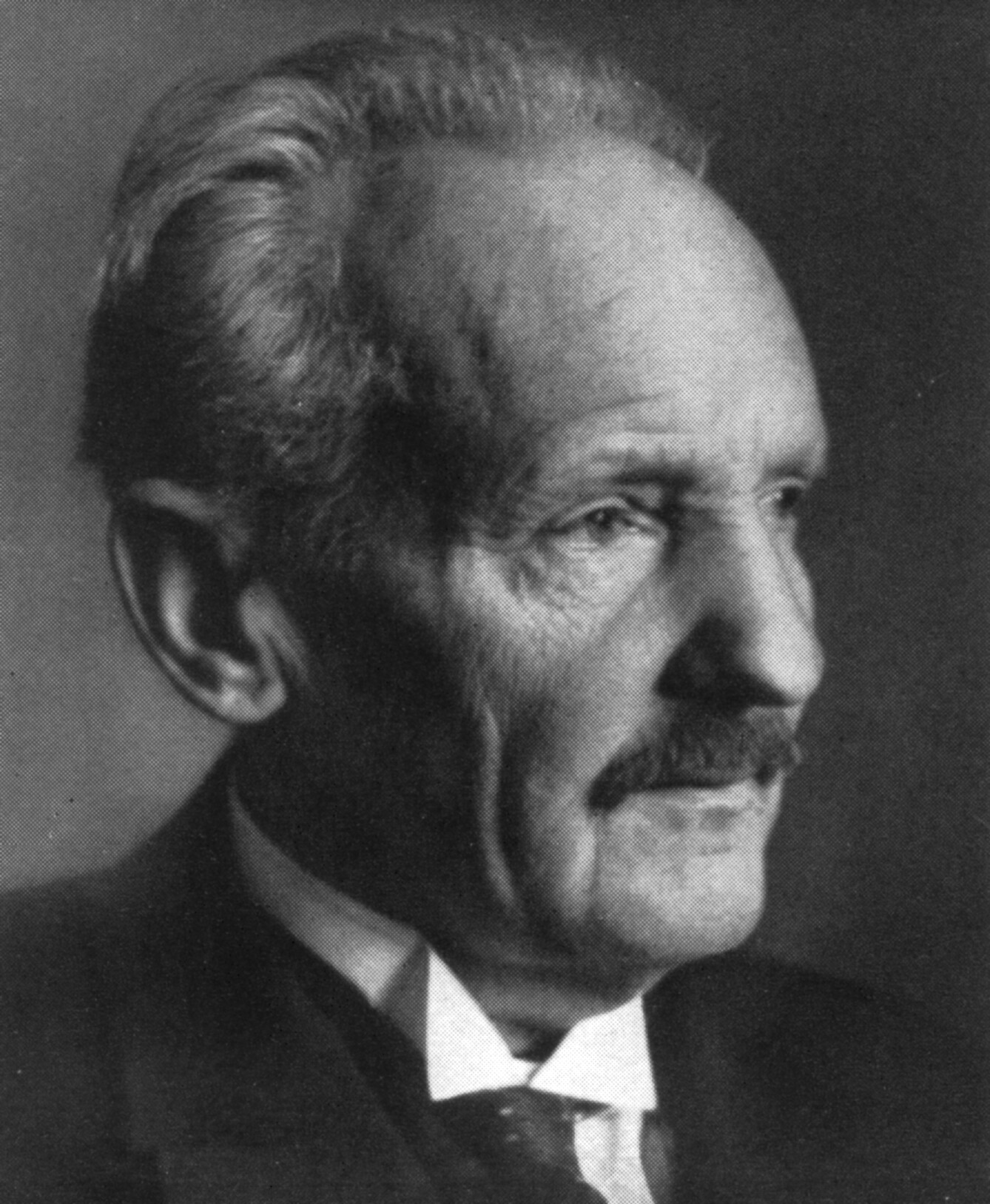
Ernst Bacmeister, um 1938

Ernst Bacmeister – Pseudonym: Felix Montanus –  (* 12. November 1874 in Bielefeld; † 11. März 1971 in Singen (Hohentwiel)) war ein deutscher Schriftsteller, Lyriker und Dramatiker. 

## Leben
Der Sohn des Verlagsbuchhändlers Johann Bacmeister (* 1841) und der Schriftstellerin, Malerin und Lehrerin Lucie Juliane Müller (1843–1904) wuchs in einer kinderreichen Familie auf, die oft umziehen musste. So besuchte Ernst Bacmeister Schulen in Eisenach und Bernburg und machte 1893 das Abitur in Erfurt. Anschließend studierte er, finanziell unterstützt durch eine Familienstiftung, Philologie an der Universität Leipzig und promovierte dort 1896.
Anschließend bereiste er mehrere Jahre Europa. Er arbeitete dabei zeitweise als Hauslehrer. In diese Zeit fallen seine ersten Veröffentlichungen. Sein auf Anregung von Friedrich Nietzsche unternommener Versuch, sich an der Universität München zu habilitieren und eine Hochschullaufbahn einzuschlagen, scheiterte. Im Jahre 1911 wurde Bacmeister schließlich von seinem als Leiter des Rheinisch-Westfälischen Volkstheaters in Essen tätigen Bruder Hans Ernst August Bacmeister (1872–1935) als Dramaturg an dessen Theater berufen. Nur zwei Jahre später stellte es auf Grund fehlender Mittel den Spielbetrieb ein, und Bacmeister ging zurück zu seiner Familie, die mittlerweile auf dem Schloss und Gehöft Marbach in Wangen auf der Halbinsel Höri lebte.
Nach seinem Einsatz als Landwehroffizier während des Ersten Weltkrieges im Elsass publizierte er ab 1920 zahlreiche Essays und Dramen, die an verschiedenen Theatern aufgeführt wurden.
Im Nationalsozialismus hatte Bacmeister kein Problem, weiter zu veröffentlichen. Das Amt Rosenberg empfahl sein Drama Barbara Stossin von 1922. In seinem Essay Die tragische Bühne als Spielfeld des heroischen Geistes unterstützte er 1938 den identitätsstiftenden Nazimythos von der inneren Selbstbefreiungstat propagandistisch als salto vitale. In dem knapp einen Monat nach dem deutschen Überfall auf Polen im November 1939 gehaltenem Vortrag Die Tragödie ohne Schuld und Sühne sprach sich Bacmeister für die Abschaffung der Individualtragik aus, wie sie als Topos für den klassisch-humanistischen Idealismus charakteristisch war, „um die Deutschen vorsorglich von jeglicher Reue ... zu befreien“, wie sie der begonnene Krieg hätte nahelegen können. Seine 1939 unter dem Titel Wuchs und Werk erschienenen Erinnerungen wertet Ernst Klee 2007 als pseudoreligiöse Hitlerverklärung.
Für Julius Petersen als führendem nationalsozialistischen Germanisten und Theaterwissenschaftler hatte die „zielbewußte Kulturpolitik des Dritten Reichs“ mit Ernst Bacmeister und Erwin Guido Kolbenheyer die besten Vertreter einer neuen Dichtung hervorgebracht.
Nach dem Ende des Nationalsozialismus verlegte Bacmeister sich auf Natur- und Tierschilderungen. Seine neuen Werke wie auch Neuauflagen alter Dramen wurden nicht mehr gelesen. Mit Holzverkauf aus seinem Garten sowie ab 1950 mit zeitlosen Radioessays und einzelnen Dramen konnte er sich und seine Familie über Wasser halten. Trotzdem wurde er im Jahre 1965 für sein Lebenswerk mit dem Literaturpreis der Stadt Bielefeld geehrt. Er starb mit 97 Jahren am 11. März 1971 und wurde auf dem Friedhof in Öhningen begraben.
Ernst Bacmeister war verheiratet mit der Malerin Marie Sophie Elsbeth Bosselmann (1873–1960). Sein Sohn Arno Bacmeister, der im Zweiten Weltkrieg in der Sowjetunion fiel, war Botaniker gewesen und verheiratet mit Judith Brigitte Finckh, Tochter des Arztes und Schriftstellers Ludwig Finckh. Beide hatten die Tochter Hadamut Ulrike Bacmeister.

## Auszeichnungen
- 1930: Preis des Bühnenvolksbundes für sein Drama: Maheli wider Moses
- 1930: Gabe der Deutschen Schillerstiftung
- 1940: Kulturpreis der Stadt Düsseldorf
- 1942: Gaukulturpreis des NSDAP-Gaus Westfalen-Nord, verliehen durch Gauleiter und Reichsstatthalter Alfred Meyer[8]
- 1965: Literaturpreis der Stadt Bielefeld
- 1969: Humboldt-Plakette der Humboldt-Gesellschaft als Ehrengabe[9]

## Werke (Auswahl)
- Die Rheintochter. Ein dramatisches Halbmärchen, 1897
- Der Graf von Gleichen. Tragödie, 1898
- Der Primus. Schülerdrama, 1903
- Innenmächte. Vier Schauspiele, 1922
- Barbara Stossin, 1922
- Überstandene Probleme. Essays, 1923
- Arete. Tragödie. 1925
- Erlebnisse der Stille, 1927
- Maheli wider Moses. Tragödie, 1932
- Hauptmann Geutebrück. 1933
- Der Kaiser und sein Antichrist. Tragödie, 1934
- Kaiser Konstantins Taufe. Religionstragödie, 1937
- Schöpferische Weltbetrachtung. Essays, 1938
- Wuchs u. Werk. Die Gestalt meines Lebens. 1939
- Theseus. Tragödie, 1940
- Die Spur. Gesammelte Gedichte, 1942
- Der deutsche Typus der Tragödie. Dramaturgisches Fundament, 1943
- Der indische Kaiser, 1944
- Intuitionen. 1947 (Gesamtwerk von sieben Stücken)
- Essays. 1948 (Gesamtwerk von acht Essays)
- Lionardo da Vinci. Tragödie, 1959
- Der lichte Sieg. Ein Brevier, 1964 (zus. mit Julius Bahle),
- Die Entstehung der Tragödie Andreas und die Königin. 1984, (posthum, zus. Mit J. Bahle)